# Магалашвили, Эдишер Георгиевич
Эдишер Гео́ргиевич Магалашви́ли (4 января 1925, Тифлис — 26 января 2005) — советский грузинский актёр. Народный артист Грузинской ССР (1967)
 . Народный артист Армянской ССР (1979)
 .

## Биография
Родился в Тбилиси. Эдишер Магалашвили учился на инженера в Тбилисском институте инженеров железнодорожного транспорта. В 1947 году режиссёр Константин Пипинашвили во время случайной встречи предложил молодому Эдишеру сыграть небольшую роль в фильме «Колыбель поэта», и так он стал актёром.
Окончил киноактёрскую школу при Тбилисской киностудии (1947), Театральный институт имени Ш. Руставели (1953).
В 1946—1950 — актёр Тбилисской киностудии, в 1948—1964 — Театра имени К. Марджанишвили, с 1964 — Театра имени Ш. Руставели.
Семья — жена Наталия Михаиловна Кавришвили, по профессии пианистка, доцент Тбилисской государственной Консерватории, 2 сына, Георгий (работает нейрохирургом) и Михаил — кинооператор, внуки — Наталия, Эдишер и Гиви.

## Награды
- Заслуженный артист Грузинской ССР (1958)
- Народный артист Грузинской ССР (1967)
- Народный артист Армянской ССР (1979)
- Орден Дружбы народов (07.08.1981)
- Орден Чести (1998)[2]

## Фильмография
- 2003 — Шесть и семь (Грузия)
- 1990 — Спираль (Грузия)
- 1988 — Браво, Альбер Лолиш!
- 1987 — Приключения Элли и Рару
- 1986 — Нейлоновая ёлка
- 1981 — Трудное начало
- 1979 — Поэма о крыльях — Серго Орджоникидзе
- 1978 — Звезда надежды — Давид-бек
- 1977 — Отклонение — ноль
- 1976 — Дело передается в суд
- 1975 — Принимаю на себя
- 1973 — Огонь
- 1970 — Старые мельницы
- 1967 — Иные нынче времена
- 1963 — Синяя тетрадь — Серго Орджоникидзе
- 1958 — Маяковский начинался так — Давид Морчадзе
- 1958 — Мамлюк — Бардга Ревиа
- 1956 — Тень на дороге — Леван
- 1956 — Песнь Этери
- 1955 — Они спустились с гор — Мгелика
- 1951 — Весна в Сакене — Кесоу Мирба
- 1948 — Кето и Котэ
- 1947 — Колыбель поэта — Баграт